# Marengo (Wisconsin)
Marengo – miasto w Stanach Zjednoczonych, w stanie Wisconsin, w hrabstwie Ashland.